# Fırat Demir
Mehmet Fırat Demir (* 16. August 1990 in Seyhan) ist ein türkischer Fußballspieler.

## Karriere
Demir durchlief die Jugendabteilungen der Verein Antalyaspor, Antalya Asat GSK und Denizlispor. Ab 2010 begann er dann als Amateurfußballspieler der Reihe nach für die diverse Vereine der türkischen Bölgesel Amatör Lig, der fünfthöchsten türkischen Spielklasse, zu spielen. Zur Saison 2014/15 erhielt er schließlich beim Viertligisten Bursa Nilüferspor einen Profivertrag. Nachdem er bei diesem Klub eine halbe Saison eingesetzt worden war, lieh ihn sein Klub für die Rückrunde an Batman Petrolspor aus.
In der Sommertransferperiode 2015 verpflichtete ihn der Zweitligist Kayseri Erciyesspor.